# Melville R. Hopewell

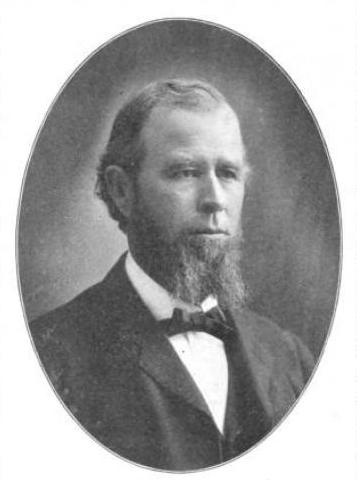
Melville R. Hopewell

Melville Reeves Hopewell (* 27. März 1845 im Monroe County, Indiana; † 2. Mai 1911) war ein US-amerikanischer Politiker. Zwischen 1907 und 1911 war er Vizegouverneur des Bundesstaates Nebraska.

## Werdegang
Melville Hopewell wurde in Indiana geboren und lebte in den folgenden Jahren mit seiner Familie in den Staaten Texas, Kansas und Missouri. Er besuchte die Schulen seiner jeweiligen Heimat. In den Jahren 1863 und 1864 diente er während des Bürgerkrieges in der Miliz des Staates Missouri, die auf der Seite der Union stand. Nach einem anschließenden Jurastudium an der Indiana Asbury University und seiner 1869 erfolgten Zulassung als Rechtsanwalt begann er in Tekamah (Nebraska) in diesem Beruf zu arbeiten. Er stieg auch in das Bankgewerbe ein und gründete 1873 die erste Bank im Burt County. Zwischen 1887 und 1896 war er als Bezirksrichter tätig. Anschließend praktizierte er wieder als Anwalt. Politisch schloss er sich der Republikanischen Partei an. Im Jahr 1875 nahm er als Delegierter an einem Verfassungskonvent des Staates Nebraska teil; 1908 war er Ersatzdelegierter zur Republican National Convention, auf der William Howard Taft als Präsidentschaftskandidat nominiert wurde.
1906 wurde Hopewell an der Seite von George L. Sheldon zum Vizegouverneur von Nebraska gewählt. Dieses Amt bekleidete er zwischen 1907 und seinem Tod am 2. Mai 1911. Dabei war er Stellvertreter des Gouverneurs und formaler Vorsitzender des Staatssenats.